# Seznam cerkva v Sloveniji (F)
|  | Seznam cerkva: A B C Č D E F G H I J K L M N O P R S Š T U V W Z Ž |

- Za Fatimsko Mater Božjo glej Marija
- Za Ferrerja glej Vincencij Ferrer
- Filip Neri nima več cerkve v Sloveniji (edina je bila v Piranu)
- Nebogoslužna cerkev je zapisana ležeče

## FabijaninBoštjan
| Slika                     | Cerkev                  | Naselje                 | Župnija                | Škofija |
| ------------------------- | ----------------------- | ----------------------- | ---------------------- | ------- |
| Klikni za spremembo slike | Fabijan in Boštjan      | Gornji Suhor pri Vinici | Vinica                 | NM      |
| Klikni za spremembo slike | Fabijan, Boštjan in Rok | Kranj                   | Kranj                  | LJ      |
| Klikni za spremembo slike | Fabijan in Sebastijan   | Mostec                  | Dobova                 | CE      |
| Klikni za spremembo slike | Fabijan in Boštjan      | Radež                   | Loka pri Zidanem mostu | CE      |
| Klikni za spremembo slike | Fabijan in Boštjan      | Zarečje                 | Ilirska Bistrica       | KP      |

## FilipinJakob
| Slika                     | Cerkev         | Naselje             | Župnija                    | Škofija |
| ------------------------- | -------------- | ------------------- | -------------------------- | ------- |
| Klikni za spremembo slike | Filip in Jakob | Golavabuka          | Šmartno pri Slovenj Gradcu | MB      |
| Klikni za spremembo slike | Filip in Jakob | Jakob pri Šentjurju | Kalobje                    | CE      |
| Klikni za spremembo slike | Filip in Jakob | Laporje             | Laporje                    | MB      |
| Klikni za spremembo slike | Filip in Jakob | Ravne na Blokah     | Bloke                      | LJ      |
| Klikni za spremembo slike | Filip in Jakob | Sela                | Olimje                     | CE      |
| Klikni za spremembo slike | Filip in Jakob | Srednja vas         | Črmošnjice                 | NM      |
| Klikni za spremembo slike | Filip in Jakob | Valterski Vrh       | Škofja Loka                | LJ      |
| Klikni za spremembo slike | Filip in Jakob | Višnje              | Ambrus                     | NM      |

## Florijan
| Slika                     | Cerkev   | Naselje           | Župnija               | Škofija |
| ------------------------- | -------- | ----------------- | --------------------- | ------- |
| Klikni za spremembo slike | Florijan | Buje              | Košana                | KP      |
| Klikni za spremembo slike | Florijan | Bukovica          | Selca                 | LJ      |
| Klikni za spremembo slike | Florijan | Florjan           | Šoštanj               | CE      |
| Klikni za spremembo slike | Florijan | Fojana            | Biljana               | KP      |
| Klikni za spremembo slike | Florijan | Gora pri Pečah    | Vače                  | LJ      |
| Klikni za spremembo slike | Florijan | Gorenje Lakovnice | Novo mesto - Šmihel   | NM      |
| Klikni za spremembo slike | Florijan | Gornji Dolič      | Sv. Florijan v Doliču | MB      |
| Klikni za spremembo slike | Florijan | Kamnik pod Krimom | Preserje              | LJ      |
| Klikni za spremembo slike | Florijan | Krvavčji Vrh      | Semič                 | NM      |
| Klikni za spremembo slike | Florijan | Kubed             | Sočerga               | KP      |
| Klikni za spremembo slike | Florijan | Lahovče           | Cerklje na Gorenjskem | LJ      |
| Klikni za spremembo slike | Florijan | Ljubljana         | Ljubljana - Sv. Jakob | LJ      |
| Klikni za spremembo slike | Florijan | Mokronog          | Mokronog              | NM      |
| Klikni za spremembo slike | Florijan | Orehek            | Matenja vas           | KP      |
| Klikni za spremembo slike | Florijan | Ponikve           | Dobrepolje - Videm    | LJ      |
| Klikni za spremembo slike | Florijan | Račje selo        | Trebnje               | NM      |
| Klikni za spremembo slike | Florijan | Retje             | Loški Potok           | LJ      |
| Klikni za spremembo slike | Florijan | Sevnica           | Sevnica               | CE      |
| Klikni za spremembo slike | Florijan | Sopotnica         | Škofja Loka           | LJ      |
| Klikni za spremembo slike | Florijan | Srpenica          | Bovec                 | KP      |
| Klikni za spremembo slike | Florijan | Studenčice        | Breznica              | LJ      |
| Klikni za spremembo slike | Florijan | Sveti Florijan    | Sv. Florijan ob Boču  | CE      |
| Klikni za spremembo slike | Florijan | Tehovec           | Sora                  | LJ      |
| Klikni za spremembo slike | Florijan | Trzin             | Trzin                 | LJ      |
| Klikni za spremembo slike | Florijan | Velike Žablje     | Vipavski Križ         | KP      |
| Klikni za spremembo slike | Florijan | Vojnik            | Vojnik                | CE      |

## Frančišek Asiški
| Slika                     | Cerkev           | Naselje       | Župnija                      | Škofija |
| ------------------------- | ---------------- | ------------- | ---------------------------- | ------- |
| Klikni za spremembo slike | Frančišek Asiški | Janeževo Brdo | Ilirska Bistrica             | KP      |
| Klikni za spremembo slike | Frančišek Asiški | Koper         | Koper - Marijino vnebovzetje | KP      |
| Klikni za spremembo slike | Frančišek Asiški | Ljubljana     | Ljubljana - Šiška            | LJ      |
| Klikni za spremembo slike | Frančišek Asiški | Maribor       | Maribor - Radvanje           | MB      |
| Klikni za spremembo slike | Frančišek Asiški | Piran         | Piran                        | KP      |
| Klikni za spremembo slike | Frančišek Asiški | Vipavski Križ | Vipavski Križ                | KP      |

## Frančišek Ksaverij
| Slika                     | Cerkev             | Naselje           | Župnija            | Škofija |
| ------------------------- | ------------------ | ----------------- | ------------------ | ------- |
| Klikni za spremembo slike | Frančišek Ksaverij | Dolenja Stara vas | Šentjernej         | NM      |
| Klikni za spremembo slike | Frančišek Ksaverij | Gorenja Trebuša   | Most na Soči       | KP      |
| Klikni za spremembo slike | Frančišek Ksaverij | Lozice            | Podnanos           | KP      |
| Klikni za spremembo slike | Frančišek Ksaverij | Planina           | Semič              | NM      |
| Klikni za spremembo slike | Frančišek Ksaverij | Podslivnica       | Cerknica           | LJ      |
| Klikni za spremembo slike | Frančišek Ksaverij | Radmirje          | Radmirje           | CE      |
| Klikni za spremembo slike | Frančišek Ksaverij | Sajevec           | Ribnica            | LJ      |
| Klikni za spremembo slike | Frančišek Ksaverij | Stari Kot         | Draga              | LJ      |
| Klikni za spremembo slike | Frančišek Ksaverij | Vesela Gora       | Šentrupert         | NM      |
| Klikni za spremembo slike | Frančišek Ksaverij | Vrhnika pri Ložu  | Stari trg pri Ložu | LJ      |
| Klikni za spremembo slike | Frančišek Ksaverij | Železniki         | Železniki          | LJ      |